# Владимир Сотиров
Владимир Христов Сотиров е български математик и политик от СДС. Народен представител от парламентарната група на СДС в VII ВНС. Преподавател в СУ „Климент Охридски“ и Нов български университет.

## Биография
Роден е на 2 юни 1944 година в село Кюлевча, Шуменско. Завършва математика в Московския държавен университет „М. В. Ломоносов“. От 1978 година e доктор по математика в същия университет, доц. по математическа логика. През 1970 година постъпва на работа в БАН, секция „Математическа логика“ към Института по математика и информатика. Става преподавател в Софийския университет „Св. Климент Охридски“, във Факултета по математика и информатика, Философския факултет и Факултета по класически и нови филологии. Научните му изследвания са в областта на некласическите логики (интуиционистки, модални и темпорални логики, семантики и пр.), теория на рационалните решения и избирателни системи, модели на логиката в аритметиката (реализации на Лайбницовата програма „сметки вместо спорове“ – „Calculemus!“) и др. Автор е на учебник по логика за ученици. Чете лекции по математическа логика, история на математиката, философия на математиката и др. в Софийския университет „Св. Климент Охридски“ и в Нов български университет.
Народен представител е в Седмото велико народно събрание (10 юли 1990 – 2 октомври 1991) от парламентарната група на СДС, представител на Зелената партия. Подписва Конституцията.